# Шенгенска информационна система
Шенгенската информационна система, известна още като ШИС (SIS) е информационна система, използвана в много европейски държави.
Тя предоставя информация за хора и предмети според данните, подадени от страните-участнички. Тези данни може да включват например информация за изгубени вещи или хора, за които има заповед за арестуване. Тази информация се обменя между всички страни по Шенгенското споразумение. Страните, подписали първоначално споразумението, са Франция, Германия, Белгия, Нидерландия и Люксембург. По-късно се присъединяват почти всички страни на Европейския съюз (но я прилагат в различна степен), както и Швейцария, Норвегия и Исландия. Центърът на ШИС се намира в Страсбург, Франция.
В ШИС информацията се съхранява според местното законодателство на страната, която дава сведения. В системата има данни за над 1 млн. души, като те могат да включват:
- фамилно име
- лично име
- особени белези
- първа буква от второто лично име
- дата на раждане
- място на раждане
- пол
- гражданство
- псевдоними
- дали лицето е било въоръжено
- дали лицето е било буйствало
- причина за тревогата
- какво действие да бъде предприето
- изгубено, откраднато или присвоено огнестрелно оръжие
- изгубено, откраднато или присвоени документи за самоличност
- изгубено, откраднато или присвоени чисти документи за самоличност
- изгубено, откраднато или присвоено моторно превозно средство
- изгубено, откраднато или присвоени банкноти